# Palazzo Gravina Cruyllas
Il Palazzo Gravina Cruyllas si trova a Catania ed è noto per avere dato i natali a Vincenzo Bellini e per ospitare il museo a lui dedicato; sorge all'angolo tra Piazza San Francesco e Via Vittorio Emanuele II (chiamata anticamente "Il Corso").

## Descrizione

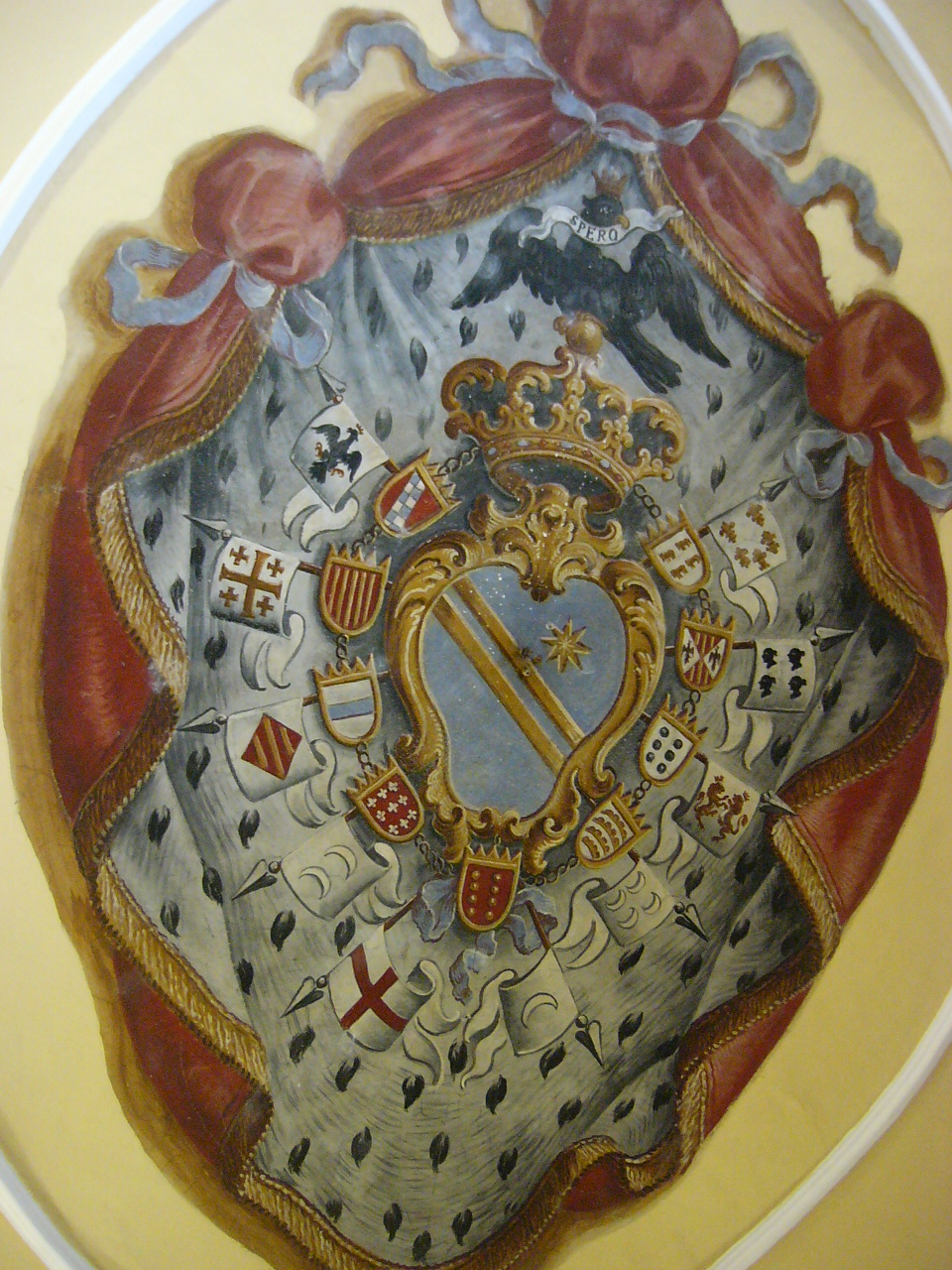
Stemma dei Gravina-Cruyllas nel soffitto dell'atrio al secondo piano (sede dell'ex Museo Emilio Greco).

Fu costruito all'inizio del Settecento sulle rovine di un più antico palazzo dei Gravina Cruyllas, nobile casato dei Principi di Palagonia, demolito dal terremoto del 1693 e dove erano stati ospitati nel corso dei secoli re e viceré.
L'impianto attuale, poggiante in parte sulle mura del Teatro Romano e abbondantemente alterato da superfetazioni edilizie successive, presenta la forma tipica dei palazzi catanesi del tempo. In origine il portone principale prospettava sulla via Vittorio Emanuele ma in seguito ai lavori di livellamento del piano stradale che interessarono Catania a partire dal 1870, l'antico portone fu chiuso da botteghe e quello laterale prospettante sulla piazza San Francesco fu elevato a principale e a tutt'oggi la facciata sulla piazza appare in effetti molto più spoglia rispetto a quella sulla strada. Non si conosce l'architetto, o meglio gli architetti, dell'opera.
Le decorazioni a volute, bugne e grottesche del portale e delle mensole della tribuna soprastante sono riferibili ai primi decenni del settecento, accostabili come sono alle decorazioni di Palazzo San Demetrio ai Quattro Canti o ad altri esempi catanesi, mentre le mostre delle finestre del piano nobile sono riferibili alla maniera di Girolamo Palazzotto o, più probabilmente di Francesco Battaglia: quest'ultimo preferito anche in considerazione della splendida loggia all'interno del cortile, così simile per stile e struttura a quella, certamente successiva, di Palazzo Reburdone, opera certa del Battaglia.
La scalinata principale, che prima dello sbarramento del più antico portale sulla strada appariva in prospettiva con esso (prospettiva che ora, da Piazza San Francesco, privilegia la loggia), adesso appare, un po' illogicamente, laterale, mantenendo solo in parte la monumentalità e la funzionalità originarie. Moltissime sono le modifiche che ha subito l'edificio: oltre al già citato sbarramento del portale su Via Vittorio Emanuele II, infatti, una delle tre arcate della loggia è stata tagliata a metà da costruzioni successive, dovute probabilmente dalla trasformazione dei piani abitativi e non; il terzo piano fu aggiunto verso la fine dell'Ottocento e completato solo dopo il 1924 (foto d'archivio dell'IDAU, l'Istituto Dipartimentale di Architettura e Urbanistica di Catania Archiviato il 12 settembre 2010 in Internet Archive.) , infatti, mostrano a quella data come parte del palazzo conservasse ancora il livello originario) e ulteriormente modificato da altre aggiunte nel corso del XX secolo soprattutto nella corte interna le cui proporzioni sono state alquanto alterate. 
Fino al 2021 è stato sottoposto a vari lavori di ristrutturazione parziale per adeguare maggiormente il palazzo a sede dei musei Civico Belliniano ed Emilio Greco.